# Хамада Мізукі
Мізукі Хамада (яп. 濱田 水輝, нар. 18 травня 1990, Нью-Джерсі) — японський футболіст, захисник та півзахисник клубу «Омія Ардія». Виступав також за клуби «Урава Ред Даймондс» та «Фаджіано Окаяма».

## Клубна кар'єра
У професійному футболі Мізукі Хамада дебютував 2009 року виступами за команду «Урава Ред Даймондс», в якій грав до 2012 року, взявши участь у 22 матчах чемпіонату, після чого керівництво клубу віддало футболіста в оренду до клубу «Альбірекс Ніїгата». Наступного року Хамада повернувся до «Урава Ред Даймондс», а в 2015 році став гравцем клубу «Авіспа Фукуока», в якому грав до 2017 року.
На початку 2018 року Мізукі Хамада став гравцем клубу «Фаджіано Окаяма», в якому грав до кінця 2023 року. З 2024 року футболіст грає у складі команди «Омія Ардія».

## Виступи за збірну
Протягом 2011—2012 років Мізукі Хамада залучався до складу молодіжної збірної Японії. На молодіжному рівні зіграв у 5 офіційних матчах.